# قرار مجلس الأمن التابع للأمم المتحدة رقم 616
قرار مجلس الأمن التابع للأمم المتحدة رقم 616، المعتمد بالإجماع في 20 يوليو 1988، وبعد الاستماع إلى البيانات التي قدمتها جمهورية إيران الإسلامية، أعرب المجلس عن قلقه إزاء إسقاط رحلة إيران للطيران 655 فوق مضيق هرمز بواسطة صاروخ من يو إس إس فينسنس أمريكي أثناء النزاع بين إيران والعراق.
وأعرب المجلس عن تعازيه لضحايا الحادث، ورحب بقرار اتخذته منظمة الطيران المدني الدولي، بناء على طلب إيران، بالشروع فورا في التحقيق في الحادث. ورحب أيضا بإعلان كل من إيران والولايات المتحدة عن تعاونهما مع التحقيق.
وقد حث القرار 616 جميع الأطراف في اتفاقية الطيران المدني الدولي في عام 1944 على التقيد التام بالقواعد والممارسات المتعلقة بسلامة الطيران المدني. كما ذكّر إيران والعراق بالتنفيذ الكامل للقرار 598 باعتباره الأساس العادل والدائم الوحيد لتسوية الحرب العراقية الإيرانية.